# Vilmos Zsigmond
Vilmos Zsigmond (16. června 1930, Szeged – 1. ledna 2016, Big Sur, Kalifornie) byl maďarsko-americký kameraman. Jeho nejslavnějším snímkem byla Blízká setkání třetího druhu, za jehož nasnímání získal v roce 1977 Oscara. Rok poté obdržel cenu BAFTA za kameru válečného dramatu Lovec jelenů, nominován byl za něj i na Oscara. Oscarové nominace se dočkaly i filmy Řeka (1984) a Černá Dahlia (2006). Za snímek Stalin z roku 1992 získal cenu Emmy. Za Dlouhé loučení z roku 1973 získal Cenu Národní společnosti filmových kritiků. Na festivalu v Cannes získal v roce 2014 cenu za celoživotní dílo.
Narodil se a vyrostl v Maďarsku; na Západ emigroval po vpádu sovětských vojsk roku 1956, spolu se svým spolužákem László Kovácsem, ze kterého se rovněž stal významný kameraman. Odvezli sebou i jedinečný dokumentární filmový materiál o invazi, který pořídili v ulicích Budapešti. V roce 1962 získal Zsigmond americké občanství. Ze začátku v USA snímal hlavně béčkové horory, dveře do první ligy Hollywoodu mu otevřel až producent a režisér Robert Altman.